# ケドゥ盆地
座標: 南緯7度36分30秒 東経110度13分00秒 / 南緯7.608333度 東経110.216667度

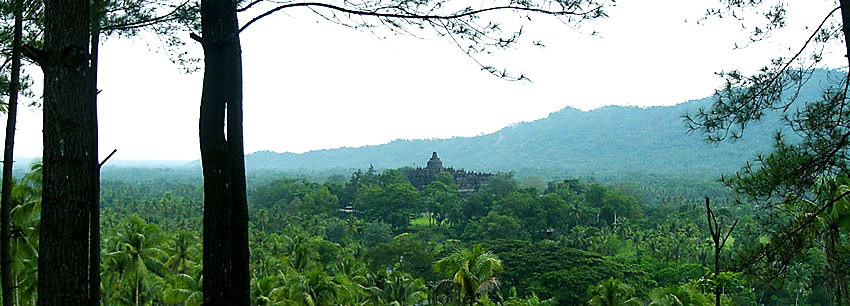

ケドゥ盆地（ケドゥぼんち）は、インドネシア共和国のジャワ島中部（ジョグジャカルタ北西）にある盆地。

## 概要
周囲をムノレー (Menoreh) 、スンビン (Sumbing) 、シンドロ (Sindoro) 、メルバブ (Merbabu) 、ムラピ (Merapi) などの火山に囲まれており、ボロブドゥール遺跡があることでも知られている。